# Гаджиева, Диана Хайрутдиновна
Диа́на Хайрутди́новна Гаджи́ева (10 мая 1955, Махачкала, ДАССР, РСФСР, СССР — 17 ноября 2013, Казань, Татарстан, Россия) — советский и российский учёный-востоковед. 

## Биография
Диана Гаджиева родилась 10 мая 1955 года в Махачкале. После окончания школы поступила на восточный факультет Ленинградского государственного университета по специальности «Арабская филология». После окончания университета в 1978 году работала старшим лаборантом в секторе востоковедения ИИЯЛ ДФАН СССР. С 1981 по 1984 год проходила аспирантуру в Ленинградском отделении Института востоковедения АН СССР. После окончания аспирантуры вновь работала старшим лаборантом в секторе востоковедения ИИЯЛ ДФАН СССР. С 1990 по 1992 год — младший научный сотрудник сектора востоковедения ИИЯЛ ДФАН СССР. С 1992 года — преподаватель кафедры востоковедения ДГУ.
17 ноября 2013 года Диана Гаджиева летела в Казань для участия в работе Конгресса востоковедов. При заходе на посадку Boeing 737, на котором летела Гаджиева, потерпел катастрофу. В результате авиакатастрофы погибло 50 человек. Незадолго до поездки Гаджиева выиграла грант Российского Государственного научного фонда.